# Mythbuntu
Mythbuntu je v informatice název linuxové distribuce pro mediální centrum, která je založena na distribuci Ubuntu a má navíc integrovaný MythTV Media center s jeho hlavními funkcemi a zároveň neinstaluje všechny programy obsažené v Ubuntu. Mythbuntu je navržen podle principů KnoppMyth a Mythdora tak, aby jeho instalace na HTPC byla co nejsnazší. Poté, co je Mythbuntu nainstalován spustí se program nastavení od MythTV kde lze nastavit zařízení jako prohlížeč media – frontend, media server – backend nebo kombinací obojího. Mythbuntu si klade za cíl, aby byl částečně spojen s Ubuntu což umožňuje velkou podporu v softwaru z Ubuntu komunity. Vzhledem k úzkému propojení s Ubuntu je snadné propojení mezi stolním počítačem a samostatných zařízení Mythbuntu. Vývojový cyklus Mythbuntu původně vyplýval z Ubuntu, kde se každých šest měsíců vydávala nová verze. Od 12.04, Mythbuntu uvolňuje nové vydání jen pro Ubuntu LTS (s dlouhodobou podporou), které vychází přibližně každé dva roky.

## Desktop (grafické rozhraní)
Mythbuntu standardně používá desktopové rozhraní Xfce, ale uživatelé mohou nainstalovat ubuntu-desktop, kubuntu-desktop, nebo xubuntu-desktop přes Mythbuntu Control Centre, který umožňuje uživatelům získat výchozí rozhraní z těchto odnoží Ubuntu. Pouze software, který je obsažen v této verzi je software v souvislosti s médii, jako je VLC, Amunix, and Rhythmbox.

## Mythbuntu Control Centre

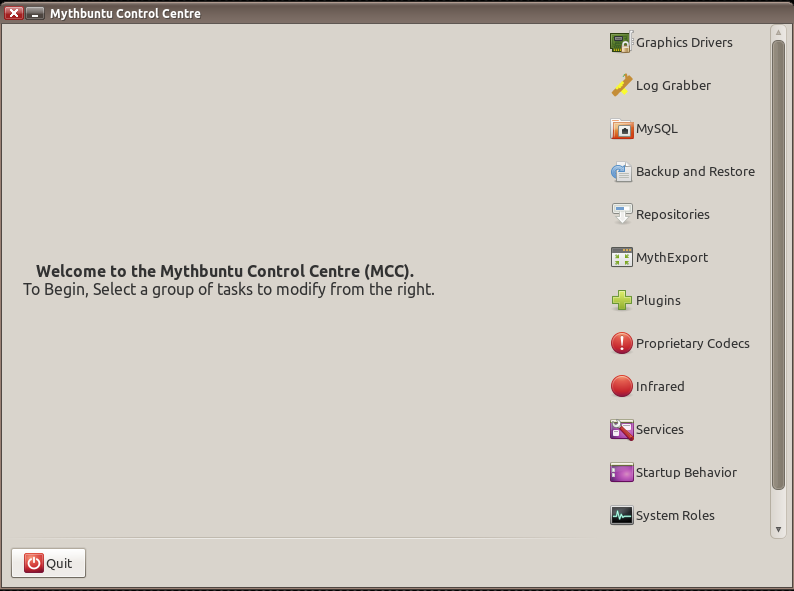
Mythbuntu Control Centre

Mythbuntu Control Centre poskytuje grafické uživatelské rozhraní, které lze použít pro konfiguraci systému. Uživatel si může vybrat, jaký druh systému (backend, frontend, oba) chtějí mít nainstalovaný. Uvnitř Control Centre, uživatel může provádět běžné činnosti, jako je instalace pluginů pro MythTV, konfiguraci MySQL databáze, nastavení hesel a instalaci ovladačů a kodeků. V MythTV lze aktivovat aktualizace, přechod na novější verzi nebo vývojové větve MythTV. Konfigurace dálkových ovladačů a řadou dalších utilit a malých programů se provádí v tomto programu.

## Různé aplikace na Mythbuntu

### Dokončení instalace (Frontend a Backend)
Mythbuntu lze nainstalovat úplnou instalací MythTV na jednom zařízení (působícím jako klient a server). Frontend část je software potřebný pro vizuální prvky (nebo GUI) a je využíván pro běžného uživatele, aby si mohl hrát a manipulovat s multimediálními soubory. Backend je server, na kterém jsou mediální soubory, tunery, a databáze uloženy. Kombinovaný frontend a backend systém může mít výhodu v tom, že má mobilitu: to je samostatné zařízení, které není závislé na samostatném serveru, jako je například herní konzole.

### Samostatná frontend instalace

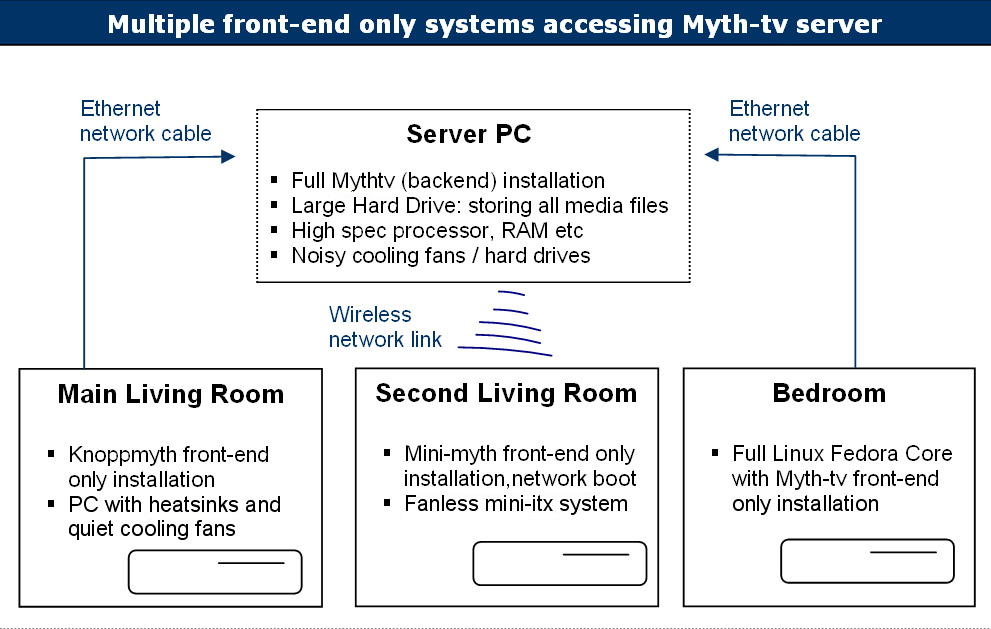
Diagram možného nastavení (setup)

Do Mythbuntu lze nainstalovat MythTV klienta, takže je k dispozici jen frontend. To může být užitečné, pokud již uživatelé mají centrální úložiště (server) doma. Centrální úložné zařízení může fungovat jako MythTV server a klientský frontend MythTV může být instalován na zařízení s nízkou spotřebou energie. Mythbuntu lze spustit také přímo z CD-ROM (bez instalace), za předpokladu, že je síťové připojení k PC s MythTV backend.
Použití samostatného serveru z jednoho nebo více frontend zařízení nabízí možnost použití více klientům současný přístup do jednoho úložiště sdílených souborů. Používaný server by obecně měl být po hardwarové stránce lepší než frontend zařízení a může být mimo hlavní obytné místnosti nebo jinde doma. Další výhodou je možnost přesunout hlučný stroj z obývacího pokoje tzn. nižší hluk.

## Přidání Mythbuntu na Ubuntu
Mythbuntu je odnož Ubuntu, který nabízí snadnou konverzi single-click z Ubuntu do Mythbuntu. To znamená, že uživatel již není nucen používat příkazový řádek, který může být nepříjemný pro nové uživatele, nebo se muset honit za balíčky a různými správci balíků.

## Předešlé verze
- Mythbuntu 7.10 Gutsy Gibbon (with MythTV .20) was released on Monday, October 22, 2007.[4]
- Mythbuntu 8.04 Hardy Heron (with MythTV .21) was released Thursday, Apr 24, 2008.[5]
- Mythbuntu 8.10 Intrepid Ibex (with MythTV .21) was released on Thursday Oct 30th, 2008.[6]
- Mythbuntu 9.04 Jaunty Jackalope (with MythTV .21-fixes) was released on Thursday April 23, 2009.[7]
- Mythbuntu 9.10 Karmic Koala (with MythTV .22) was released on Thursday October 29, 2009.[8]
- Mythbuntu 10.04 Lucid Lynx (with MythTV .23) was released on Thursday April 29, 2010.[9]
- Mythbuntu 10.10 Maverick Meerkat (with MythTV .23.1) was released on October 19, 2010.[10]
- Mythbuntu 11.04 Natty Narwhal (with MythTV .24) was released on April 28, 2011.[11]
- Mythbuntu 11.10 Oneiric Ocelot (with MythTV .24) was released on October 13, 2011.[12]
- Mythbuntu 12.04 Precise Pangolin (with MythTV .25) was released on April 26, 2012.[13]
- Mythbuntu 12.04.1 Precise Pangolin (with MythTV .25-fixes) was released on November 21, 2012.[14]
- Mythbuntu 12.04.2 Precise Pangolin (with MythTV .25.2-fixes) was released on February 14, 2013.[15]
- Mythbuntu 12.04.3 Precise Pangolin (with MythTV .25.2-fixes) was released on September 6, 2013.[16]
- Mythbuntu 14.04 Trusty Tahr (with MythTV .27) was released on April 17, 2014.[17]